# 金海市

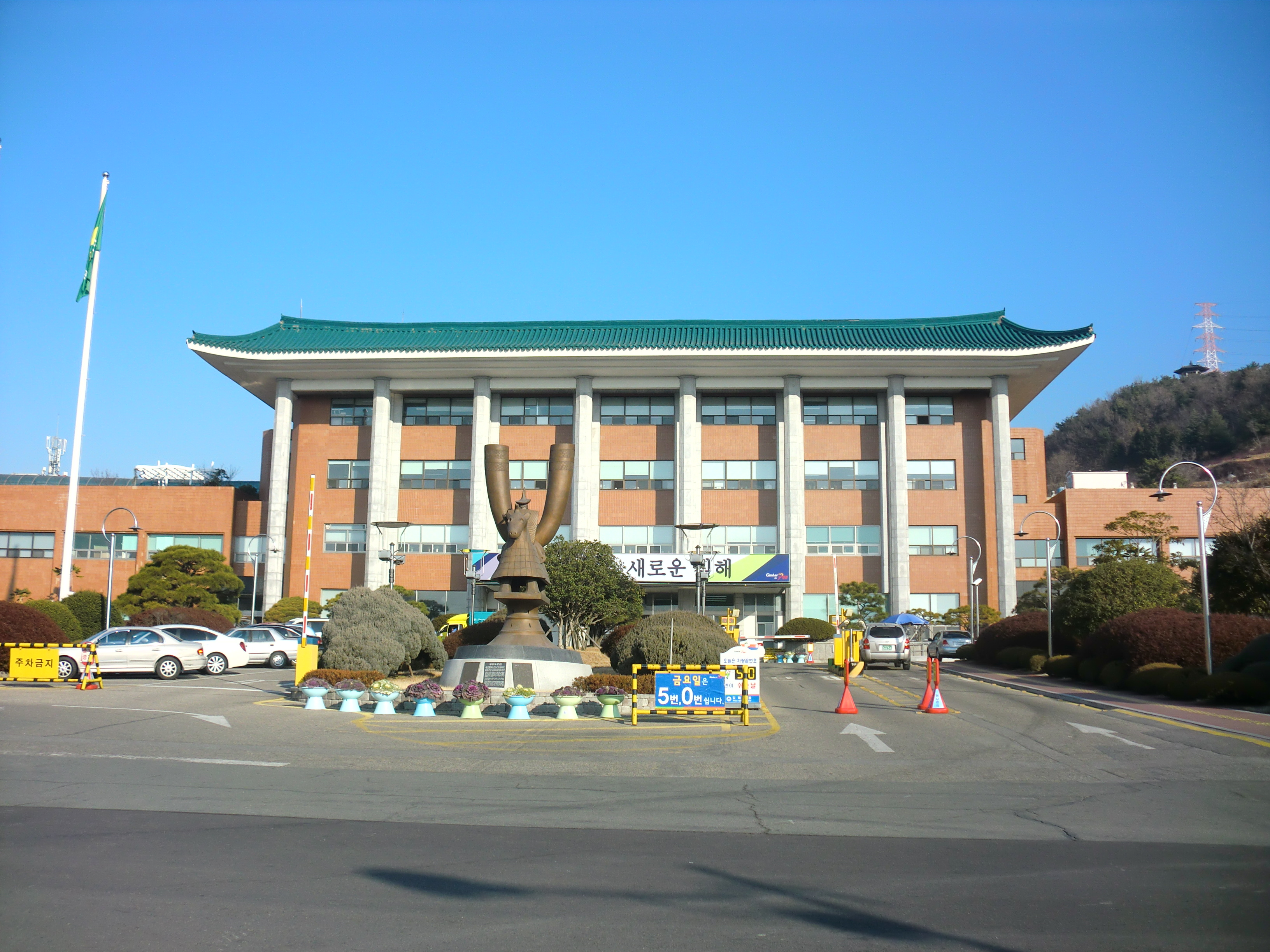
金海市庁

金海市（きんかいし、キメし）は、大韓民国慶尚南道沿海部の市。釜山広域市と道庁所在地昌原市の間に位置する。市のスローガンは「Gimhae for you」。区を持たない大都市である。

## 概要
古代の駕洛国（金官伽耶）の故地であり、韓国最大の宗族・金海金氏の本貫発祥地でもある。
茶道などに使う茶碗も産しており、金海地域で焼かれた茶碗は日本語読みで「きんかい」と読む（この場合の朝鮮語表記は긴까이〈キンッカイ〉である）。
2010年10月に人口が50万人を突破し、2017年4月末時点の人口は53万121人で昌原市に次いで慶尚南道で2番目に人口が多い都市である。市庁は府院洞に置かれ、1邑6面12行政洞を管轄している。
金海国際空港は1976年の開港時には金海郡（金海市の前身の一つ）にあったが、1978年に釜山直轄市（現：釜山広域市）に編入されているため、現在同空港は金海市には存在しない。

## 歴史

### 古代
後に狗邪韓国（金官国）そして任那となる地域は、弥生時代中期（前4、3世紀）に入り従来の土器とは様式の全く異なる弥生土器が急増し始めるが、これは後の任那に繋がる地域へ倭人が進出した結果と見られる。
任那について倭が新羅や百済を臣民とした等と書かれている広開土王碑の日本軍改竄説が否定され、またいくつもの日本固有の前方後円墳が朝鮮半島南部で発見され始めたことなどから、近年ヤマト朝廷そのもの或いは深い関連を持つ集団によるこの地域の統治権、軍事統括権および徴税権の存在について認める様々な見解が発表されている。

### 金海市
- 1981年7月1日 - 金海郡金海邑が金海市に昇格。
- 1995年5月10日 - 金海市・金海郡が合併し、金海市が発足（1邑7面）。
- 2013年7月1日 - 長有面を3つの行政洞（長有1洞・2洞・3洞（朝鮮語版））に分割。洞移行時、長有面の人口は13万4481人で、当時の釜山広域市江西区の人口の約1.98倍に達した。[4]（1邑6面）
- 2024年9月21日 - 熱帯性低気圧接近に伴い集中豪雨。市内の河川が氾濫して、新文洞一帯が水没した[5]。

### 金海郡
- 42年 - 駕洛国（金官伽耶）建国。
- 532年 - 新羅に併合され、金官郡となる。
- 685年 - 統一新羅、金官小京を設置（全国九州五小京の一つ）。
- 756年 - 金海小京に変更。
- 971年 - 高麗、金海府設置、後に臨海や金州、安東や金海県になる。
- 1413年 - 李氏朝鮮、金海都護府を設置。
- 1895年6月23日（旧暦閏5月1日） - 晋州府金海郡に変更。[6]
- 1896年8月4日 - 慶尚南道金海郡に変更。[7]
- 1906年
  - 大山面が昌原府に編入。[8]
  - 梁山郡大上面・大下面が金海郡に編入。[9]
- 1914年4月1日 - 郡面併合により、生林面の一部が密陽郡に編入。金海郡に以下の面が成立。（14面）
  - 左部面・右部面・長有面・下界面・二北面・生林面・上東面・下東面・酒村面・進礼面・駕洛面・大渚面・鳴旨面・菉山面

| 朝鮮総督府令第111号 |            |                                                                                |
| 旧行政区画 | 新行政区画 | 新行政区画                                                                     |
| 金海郡左部面강창리 일부、동상리/다전리 일부/부원리 일부、다전리 일부/강창리 일부/(우부면)고서리 일부、북내리/(우부면)고서리 일부/능동리 일부                                                               | 左部面     | 江倉里、동상동、부원동、북내동                                                 |
| 金海郡活川面남역리 일부、마마리、불암리/(가락면)식만리 일부/(하동면)수안리 일부、삼방리、어방리/남역리 일부、지내리                                                                                        | 左部面     | 南駅里、馬麻里、불암리、삼방리、어방리、지내리                                 |
| 金海郡右部面내동리、답곡리/북외리/삼산리 일부、삼계리/두곡리、매정리/삼산리 일부、외동리/봉곡리, 전하리/(좌부면)강창리 일부、회현리/고서리 일부/(좌부면)강창리 일부、흥동리 일부/(칠산면)화목리 일부       | 右部面     | 내동리、畓谷里、삼계리、三山里、외동리、전하리、会峴里、흥동리                 |
| 金海郡七山面음법리、이동리、풍유리/(우부면)흥동리 일부、화목리 일부 | 右部面     | 陰法里、이동리、풍유리、화목리                                                 |
| 金海郡長有面화촌리/관동리 일부/(유하면)신문리 일부、대청리 일부、삼문리 일부、수가리、응달리、율하리 일부/관동리 일부、장유리/율하리 일부                                                                  | 長有面     | 관동리、대청리、삼문리、수가리、응달리、율하리、장유리                         |
| 金海郡柳下面내덕리 일부/유하리 일부、무계리 일부/내덕리 일부/(장유면)삼문리 일부、무계리 일부、내덕리 일부/신문리 일부/(장유면)삼문리 일부、유하리 일부/무계리 일부                                        | 長有面     | 내덕리、무계리、부곡리、신문리、유하리                                         |
| 金海郡下界面여래리 일부、우동리 일부、진영리/여래리 일부、방동리 일부、우동리 일부/방동리 일부、좌곤리 일부、좌곤리 일부                                                                                   | 下界面     | 여래리、우동리、진영리、방동리、하계리、좌곤리、사산리                         |
| 金海郡中北面내룡리、본산리/(상북면)가동리 일부/(하계면)여래리 일부、신용리、설창리、죽곡리 일부、죽곡리 일부/의전리 일부                                                                                   | 下界面     | 내룡리、본산리、신용리、설창리、죽곡리、의전리                                 |
| 金海郡上北面가산리、가동리 일부、시산리/가동리 일부/(밀양군 하남면)명례리 일부、장방리 | 二北面     | 가산리、가동리、시산리、장방리                                                 |
| 金海郡下北面용덕리 일부/명동리 일부、병동리 일부、신천리 일부、안곡리、용덕리 일부/(생림면)생림리 일부、신천리 일부/용덕리 일부、퇴래리/병동리 일부/명동리 일부                                            | 二北面     | 명동리、병동리、신천리、안곡리、안하리、용덕리、퇴래리                         |
| 金海郡進礼面청천리/(중북면)의전리 일부、시례리、송정리、신당리/조전리 일부、조전리 일부/(중북면)의전리 일부、조전리 일부                                                                                   | 進礼面     | 청천리、시례리、송정리、신월리、조전리、신안리                                 |
| 金海郡栗里面고모리/고령리/상석리/(중북면)죽곡리 일부、개동리/담안리 일부/(중북면)의전리 일부、산본리/관동리/성법리/송현리 일부、송현리 일부/담안리 일부                                                    | 進礼面     | 고모리、담안리、산본리、송현리                                                 |
| 金海郡駕洛面봉림리 일부/죽림리 일부/(덕도면)제도리 일부、식만리 일부/죽림리 일부、죽림리 일부/봉림리 일부、죽동리                                                                                          | 駕洛面     | 봉림리、식만리、죽림리、죽동리                                                 |
| 金海郡徳道面대사리 일부/상덕리 일부/북정리 일부、상덕리 일부/제도리 일부/제도리 일부、제도리 일부 | 駕洛面     | 대사리、북정리、상덕리、제도리                                                 |
| 金海郡大上面대지리 일부/출두리 일부/평강리 일부、사덕리 일부/대지리 일부/출두리 일부、출두리 일부/사덕리 일부/대지리 일부、평강리 일부/대지리 일부/(대하면)사두리 일부/(덕도면)효울리 일부                 | 大渚面     | 대지리、사덕리、출두리、평강리                                                 |
| 金海郡大下面덕두리 일부/맥도리 일부、도도리 일부/소덕리 일부/덕두리 일부/맥도리 일부、맥도리 일부、사두리 일부/소덕리 일부、설만리/사두리 일부/(덕도면)효울리 일부/제도리 일부                             | 大渚面     | 덕두리、도도리、맥도리、사두리、소덕리、울만리                                 |
| 金海郡菉山面녹산리、화전리、송정리/(마산부 웅동면)가동리 일부 | 菉山面     | 녹산리、화전리、송정리                                                         |
| 金海郡台也面범방리/탑동리、구랑리/소압리 일부、미음리/상룡리、지사리/소압리 일부、생활리/중곡리 | 菉山面     | 범방리、구랑리、미음리、지사리、생곡리                                         |
| 金海郡鳴旨面조동리 일부/중리 일부/동리 일부/신전리 일부、평성리/조동리 일부、중리 일부、신전리 일부、동리 일부、진목리/(덕도면)제도리 일부、신전리 일부                                                    | 鳴旨面     | 조동리、평성리、중리、신전리、동리、진목리、신호리                             |
| 金海郡下東面수안리 일부、주중리/주동리 일부、주동리 일부/초정리 일부、시례리/초정리 일부、초정리 일부、괴정리、조눌리、대감리、덕산리 일부、월당리/평촌리/덕산리 일부                                      | 下東面     | 수안리、주중리、주동리、예안리、초정리、괴정리、조눌리、대감리、덕산리、월촌리 |
| 金海郡上東面여차리、감로리、매리、대감리、묵방리、우계리 | 上東面     | 여차리、감로리、매리、대감리、묵방리、우계리                                   |
| 金海郡酒村面외선리/원지리 일부、천곡리/연지리/망덕리 일부、망덕리 일부、농소리、내삼리、양동리/상가리、덕암리 일부、원지리 일부/덕암리 일부                                                                | 酒村面     | 선지리、천곡리、망덕리、농소리、내삼리、양동리、덕암리、원지리                 |
| 金海郡生林面금곡리 일부、사촌리 일부、나전리/사촌리 일부、봉림리/생림리 일부、생철리/도요리 일부、도요리 일부、도요리 일부、마사리/(밀양군 하동면)삼랑리 일부、금곡리 일부/생림리 일부/(하북면)용덕리 일부 | 生林面     | 금곡리、사촌리、나전리、봉림리、생철리、도요리、안양리、마사리、생림리         |

- 1918年7月1日 - 左部面・右部面が合併し、金海面を設置。（13面）
- 1928年4月1日 - 下界面が進永面に改称。[10]（13面）
- 1931年11月1日 - 金海面が金海邑に昇格。[11]（1邑12面）
- 1942年10月1日 - 進永面が進永邑に昇格。[12]（2邑11面）
- 1943年1月18日 - 駕洛面食満里の一部が金海邑に編入。[13]（2邑11面）
- 1944年10月1日 - 下東面が大東面に改称。（2邑11面）
- 1973年7月1日 - 大渚面が大渚邑に昇格。[14]（3邑10面）
- 1978年2月15日（2邑9面）[15]
  - 大渚邑および駕洛面の一部・鳴旨面の大部分が釜山直轄市北区に編入。
  - 鳴旨面新湖里が菉山面に編入。
- 1981年7月1日 - 金海邑が金海市に昇格して郡より離脱。[16]（1邑9面）
- 1983年2月15日 - 生林面の一部が二北面に編入。（1邑9面）
- 1987年1月1日 - 二北面が翰林面に改称。（1邑9面）
- 1989年1月1日 - 駕洛面・菉山面を新設の釜山直轄市江西区に編入。[17][18]（1邑7面）
- 1995年5月10日 - 金海郡が金海市と合併し、金海市が発足。金海郡消滅。[19]

## 人口動態
中心部のほか、市西部、北西部の進永邑に人口が集中している。
1996年に286,805人だった人口が、2001年に353,768人、2006年に453,728人と増加していき、前述のとおり2010年に50万人を突破（503,348人）した。

## 行政

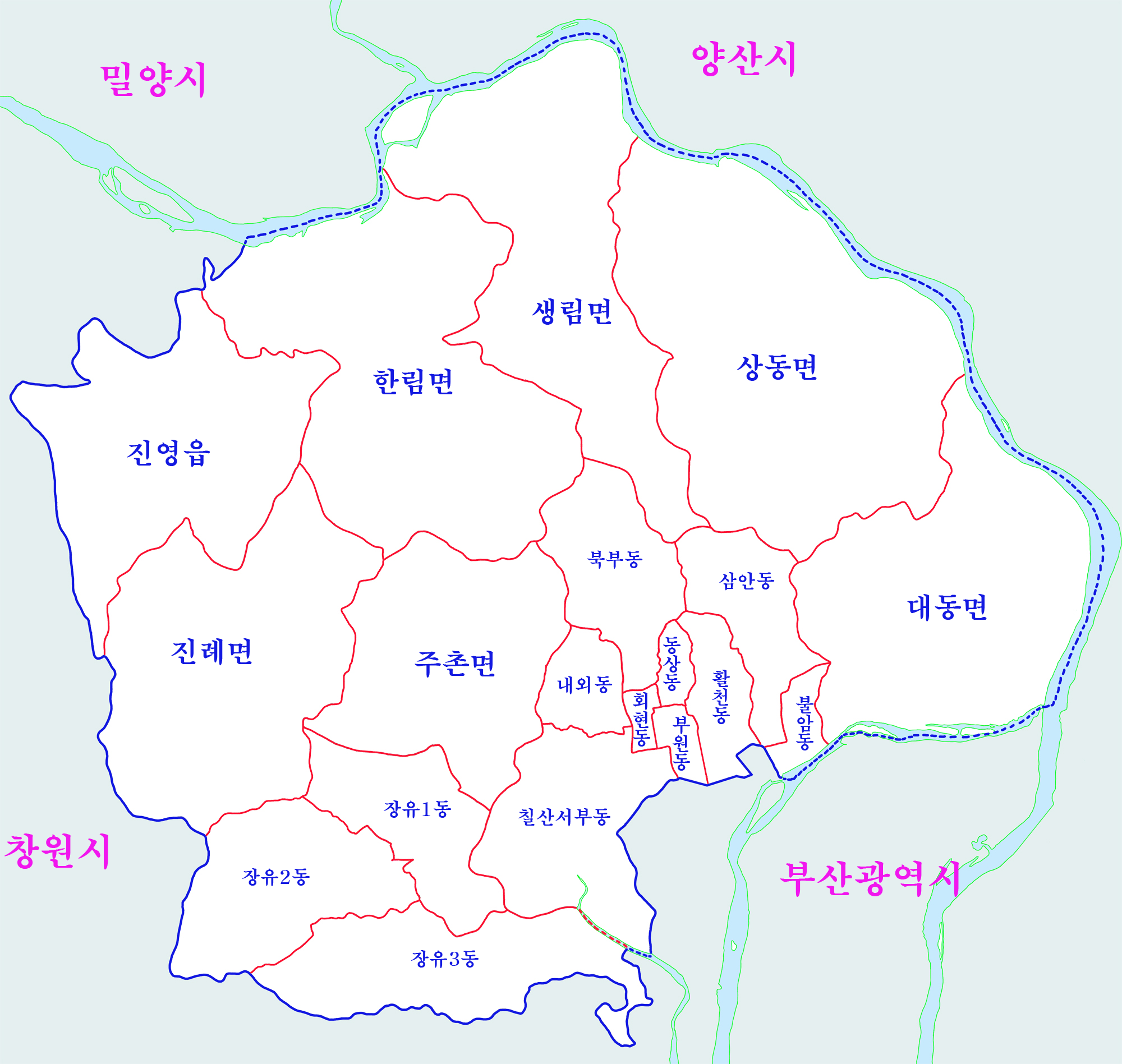
行政区域図

### 行政区域
| 行政洞・邑・面 | 法定洞・法定里                                                                                         |
| -------------- | --- |
| 東上洞         | 東上洞                                                                                                 |
| 会峴洞         | 鳳凰洞、西上洞                                                                                         |
| 府院洞         | 府院洞                                                                                                 |
| 内外洞         | 内洞、外洞                                                                                             |
| 北部洞         | 亀山洞、大成洞、三渓洞                                                                                 |
| 七山西部洞     | 豊留洞、明法洞、二洞、花木洞、興洞、田下洞、江洞                                                       |
| 活川洞         | 三政洞、漁防洞                                                                                         |
| 三安洞         | 三芳洞、安洞                                                                                           |
| 仏岩洞         | 仏岩洞、池内洞                                                                                         |
| 長有1洞        | 柳下洞、内徳洞、釜谷洞、茂渓洞、新文洞                                                                 |
| 長有2洞        | 三文洞、大清洞                                                                                         |
| 長有3洞        | 官洞洞、栗下洞、長有洞、応達洞、水佳洞                                                                 |
| 進永邑         | 内龍里、芳洞里、本山里、雪倉里、舎山里、新龍里、余萊里、牛洞里、蟻田里、佐昆里、竹谷里、進永里、荷渓里 |
| 翰林面         | 明洞里、退来里、屏洞里、新泉里、龍徳里、安谷里、安下里、長方里、匙山里、佳洞里、佳山里、金谷里         |
| 生林面         | 羅田里、都要里、馬沙里、鳳林里、沙村里、生林里、生鉄里、安養里                                         |
| 上東面         | 甘露里、大甘里、梅里、墨方里、余次里、右渓里                                                           |
| 大東面         | 槐井里、大甘里、徳山里、水安里、礼安里、月村里、鳥訥里、酒同里、酒中里、草亭里                         |
| 酒村面         | 農所里、元支里、徳岩里、泉谷里、良洞里、内三里、仙池里、望徳里                                         |
| 進礼面         | 晴川里、詩礼里、松亭里、棗田里、新安里、新月里、山本里、松峴里、淡安里、古慕里                         |

### 警察
- 金海中部警察署
- 金海西部警察署

### 消防
- 金海東部消防署
- 金海西部消防署

## 教育

### 図書館
（特記外は市立）
- 金海図書館（慶尚南道教育庁が運営）
- 進永図書館（慶尚南道金海教育支援庁が運営）
- 七岩図書館
- ファジョンクルセム図書館
- 長有図書館
- 進営ハンビッ図書館
- 金海奇跡の図書館

## 観光地
- 金海市の代表的な観光地は首露王陵。
- 他に金海天文台や長有渓谷等がある。

## 特産品
- 陶磁器の一種である粉青沙器や干し柿がある。

## 出身著名人
- 盧武鉉（第16代大韓民国大統領、進永邑本山里烽下村出身）
- ソン・ガンホ（俳優）
- イ・ミンギ（俳優）
- ミア（EVERGLOW）
- チェ・ヨンジェ(ТWS)

## 交通

### 鉄道
韓国鉄道公社（KORAIL）
- 慶全線
  - 翰林亭駅 - 進永駅 - 進礼駅
- 釜山新港線
  - 進礼駅 - 長有駅

釜山-金海軽電鉄
- 釜山-金海軽電鉄
  - 仏岩駅 - 池内駅 - 金海大学駅 - 仁済大駅 - 金海市庁駅 - 府院駅 - 鳳凰駅 - 首露王陵駅 - 博物館駅 - 蓮池公園駅 - 長神大駅 - 加耶大駅

### バス
- 金海市外バスターミナル
  - 市外バスターミナルであるが、高速バスが1路線設定。ソウル高速バスターミナルへは1時間1本程度で、所要時間4時間40分。
  - 市外バスは大邱北部市外バスターミナル・蔚山広域市・浦項行きなどがある。

### 高速道路
- 南海高速道路（10号線）
  - 進永サービスエリア - 進礼インターチェンジ - 冷井ジャンクション - 西金海インターチェンジ - 東金海インターチェンジ
- 南海高速道路第二支線（104号線）
  - 冷井ジャンクション - 長有サービスエリア（釜山方向のみ） - 長有インターチェンジ

### 航空
金海国際空港は、釜山広域市に属するが金海市内からのアクセスも良好である。

## 姉妹都市・友好都市
- 日本福岡県宗像市
- 米国オレゴン州セラム
- ベトナムドンナイ省ビエンホア
- 中国山東省萊西市
- インドウッタル・プラデーシュ州アヨディヤ